# جاه‌طلبی

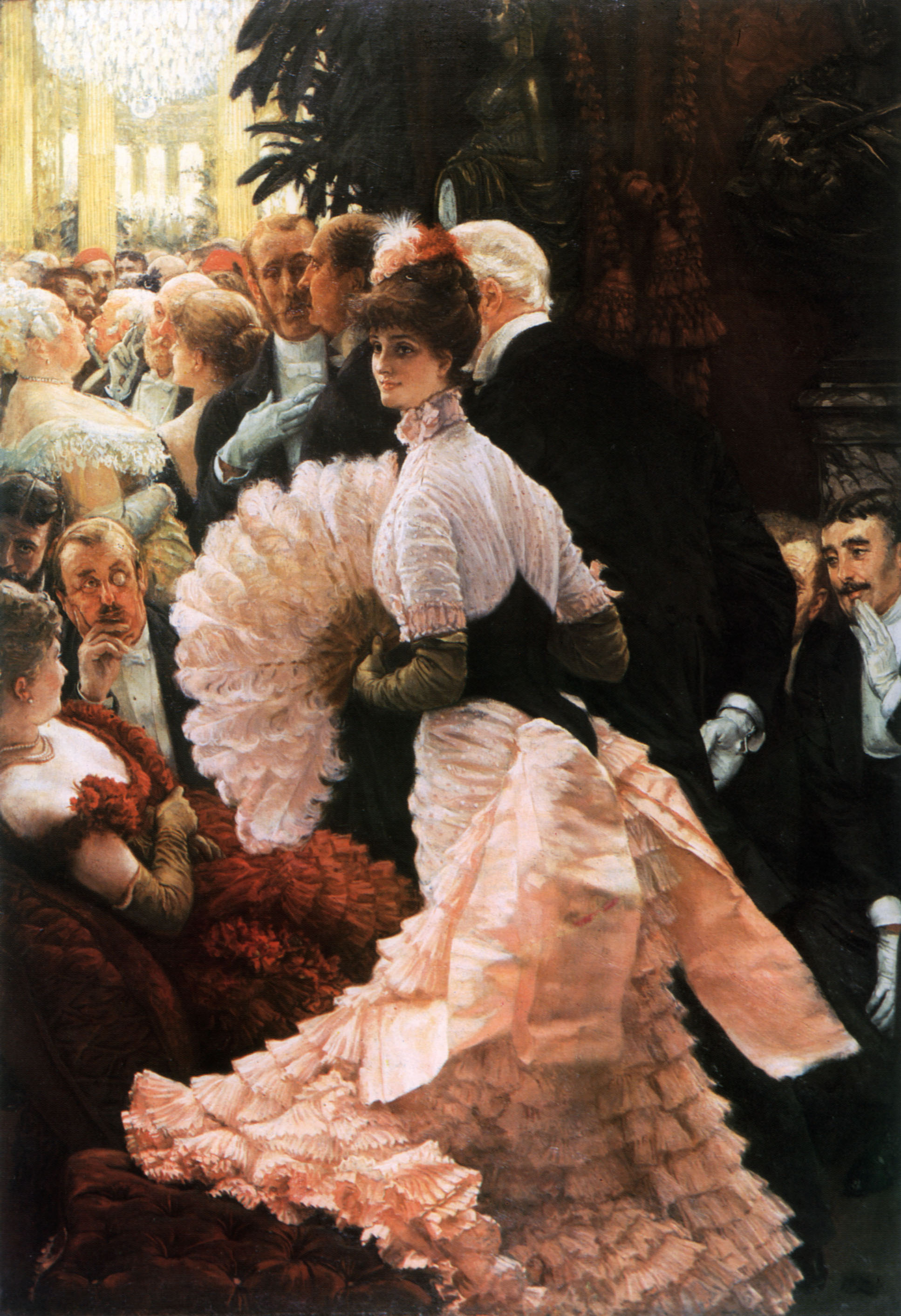
نقاشی رنگ روغن جیمز تیسوت با نام یک زن جاه طلب (۱۸۸۳–۱۸۸۵) زنی جوان را به تصویر می‌کشد که در اواخر قرن نوزدهم علاقه به اظهار نظر در سیاست افزایش یافت. قرن ذهن مردان را به هیجان آورد.

جاه‌طلبی به عنوان تلاش یک شخص، برای اهداف شخصی مانند موفقیت، شناخت، نفوذ، رهبری، دانش یا قدرت تعریف می‌شود. برخلاف " تعهد "، جاه طلبی به جای نوع دوستانه، خودخواهانه است. با این حال، برخلاف تلاش برای تصاحب، جاه طلبی منافع مادی (یا به‌طور غیرمستقیم) هدف قرار نمی‌دهد.
جاه طلبی موضوع گفتگوهایی در زمینه‌های اخلاقی- فلسفی، روانی، تربیتی و علوم سیاسی است.

## تاریخچه کلمه و ایده

### علم اشتقاق لغات
کلمه «جاه طلبی» به آلمانی باستانی êre (شرافت) و gite (طمع) برمی گردد. در آلمانی میانه بالا شکل erengitec ثابت شده‌است.

### دوران یونان باستان
ارسطو در اخلاق نیکوماخوس نیز به جاه طلبی (یونانی φιλοτιμία؛ philotimia) می‌پردازد و آن را در زمره احساسات لذت ذهنی می‌شمارد. به‌طور دقیق تر او توضیح داد که مانند همه نگرش‌های ذهنی، جاه طلبی بسیار زیاد و کم است. با این حال، نمی‌توان آن را به صراحت به عنوان یک فضیلت یا یک رذیله قضاوت کرد: از یک سو، جاه طلبان را مردانه و مشتاق چیزهای خوب می‌دانند، در حالی که افراد بی جاه طلب سنجیده و هم سطح هستند. از سوی دیگر، جاه طلب اگر در پی عزت افراطی یا غیرقابل قبول باشد، مورد نکوهش قرار می‌گیرد. او همچنین مستعد چاپلوسی بود. افراد بی جاه طلب سرزنش می‌شوند زیرا او «حتی به دنبال افتخاری نیست که از زیبایی اخلاقی ناشی می‌شود». ستایش و سرزنش در رابطه با زیاد و کم انجام می‌شود؛ زیرا برای اندازه‌گیری صحیح بین افراط - برای ارسطو فضیلت - زبان در اینجا فاقد کلمه مناسب است.

### مسیحیت
در اخلاق مسیحی که صرفاً بر ایمان و پیروی از مسیح متمرکز بود، جاه طلبی به‌طور قطع به رذایل اختصاص داشت. انجیل می‌گوید: «زیرا هر که خود را برتری بخشد، نزد خدا فروتن خواهد شد، اما هر که خود را فروتن سازد، از خدا سربلند خواهد شد.» ( متی ۲۳:۱۲). پولس به ویژه در نامه‌های خود بارها نسبت به جاه طلبی هشدار می‌دهد و تواضع و فروتنی را توصیه می‌کند. لوتر از آگوستین نقل می‌کند که می‌گوید: «جاه طلبی مادر همه بدعت هاست .» [  لوتر جاه طلبی را به تفصیل مورد مطالعه قرار داده‌است و اگرچه جهانی است، اما آن را بزرگ‌ترین گناه، «زهر لطیف» و «طاعون» می‌داند؛ زیرا هنگامی که انسان به دنبال شرافت خود است، اولاً - همان‌طور که انجیل می‌آموزد - به همسایه خود خدمت نمی‌کند؛ بنابراین لوتر جاه طلبی را عامل اصلی همه ناراحتی‌ها و اختلافات روی زمین می‌داند. دوم، بدتر از آن، انسان جاه طلب جلال خدا را غارت می‌کند.

### ماکیاولی
فیلسوف سیاسی ایتالیایی نیکولو ماکیاولی (۱۴۶۹–۱۵۲۷) در شعر خود Dell'ambizione، در میان چیزهای دیگر، به جاه طلبی پرداخت. با اعمال سرنوشت ایتالیایی که تحت سلطه فرانسه رنج می‌برد، روان‌شناسی سیاسی جاه طلبی و طمع را توسعه می‌دهد، که به اعتقاد او احساسات اولیه انسانی است. از آنجایی که آنها مستقیماً علیه رفاه طرف مقابل هستند، او آنها را عامل سرنوشت ساز همه ناراحتی‌های انسان می‌داند. درست است که رهایی کامل از جاه طلبی غیرممکن است. در دولتی که در آن یک پادشاه قوی و قوانین خوب نظم را تضمین می‌کند، و در آن "قلب جسور و بازوان شجاع با جاه طلبی متحد می‌شوند"

### کانت
امانوئل کانت (۱۷۲۴–۱۸۰۴) در مورد جاه طلبی می‌نویسد:
Ehrsucht ist die Schwäche der Menschen, wegen der man auf sie durch ihre Meinung […] Einfluss haben kann. […] Sie ist nicht Ehrliebe, eine Hochschätzung, die der Mensch von anderen wegen seines inneren (moralischen) Wertes erwarten darf, sondern Bestreben nach Ehrenruf, wo es am Schein genug ist.— Immanuel Kant، Anthropologie in pragmatischer Hinsicht
از نظر کانت، انسان موجودی است که همیشه بین جامعه و جامعه ناپذیری در نوسان است. او به افراد دیگر نیاز دارد تا مهارت‌های او را توسعه دهند. اما او همچنین تمایل به لجبازی دارد، مخالفت با مقاومت در برابر همنوعان: گرایشی که سه‌گانه جاه طلبی، قدرت طلبی و طمع از آن ناشی می‌شود.

### شلر
فیلسوف ماکس شلر (۱۸۷۴–۱۹۲۸) به عنوان بخشی از تئوری رنجش خود، «نرد» را به عنوان نوع اجتماعی غالب در جامعه رقابتی مدرن توصیف کرد. بر خلاف «نوع رنجش» که به دلیل ناتوانی و ضعف سنگینی می‌کند، حشره فعالانه رفتار می‌کند و به اعمال خود اعتماد می‌کند. حسادتی که به کینه تبدیل شده و رقابتی که تبدیل به عادت شده‌است او را هدایت می‌کند. «چیزی» که به نظر می‌رسد او می‌خواهد انجام دهد، اساساً برای او بی‌ربط است، در نهایت همه چیز به بیشتر بودن و اعتبار بیشتر است.

## دیدگاه روانشناختی و تربیتی
در روان‌شناسی و آموزش، اصطلاح "جاه طلبی" با اصطلاح " انگیزه " مطابقت دارد.
در مورد مفاهیم آموزشی که هدف آنها جهت‌گیری عملکردی مشخص است، علاوه بر انگیزه و مهارت‌های درونی، به عنوان مثال. ب- در زمینه تحصیلی، هنری یا ورزشی، مهارت‌هایی مانند خودکارآمدی، پشتکار و پشتکار نیز به‌طور مناسب آموزش داده می‌شود. از سوی دیگر، امروزه مفاهیمی که نه تنها انگیزه بلکه تفکر رقابتی را ارتقا می‌دهند، مشکل‌ساز تلقی می‌شوند، زیرا چنین اهداف آموزشی با مهارت‌هایی مانند روحیه تیمی و همدلی که در جوامع مدرن پیش‌بینی‌کننده‌های بسیار قوی‌تری برای موفقیت حرفه‌ای و شخصی هستند، در تضاد غیرقابل حلی هستند. شادی را گرگ‌های تنها و موفقیت محض در نظر می‌گیرند.

## دیدگاه علوم سیاسی
در سال ۱۹۶۶، دانشمند علوم سیاسی جوزف اس. شلزینگر سه نوع جاه طلبی سیاستمداران را متمایز کرد:
- او جاه طلبی مترقی را به عنوان تلاش یک سیاستمدار برای کسب مقامی بالاتر از آنچه در حال حاضر در اختیار دارد می‌دانست.
- او تلاش‌های یک سیاستمدار را برای تصدی پستی که در حال حاضر برای مدت طولانی در اختیار دارد، به عنوان جاه طلبی ایستا توصیف کرد.
- جاه طلبی گسسته (گسسته به معنای "فرد"، "ایستادن به تنهایی") تلاش یک سیاستمدار برای به دست آوردن یک هدف یا مقام سیاسی خاص است، بدون اینکه لزوماً بخواهد آن را به‌طور دائم یا مکرر حفظ کند.

## جاه طلبی به عنوان یک موضوع در ادبیات و فیلم
جاه طلبی موضوع اصلی بسیاری از آثار ادبی است. مثال‌ها:
- ویلیام شکسپیر: مکبث (انگلیس، ۱۶۰۶)
- استاندال: سرخ و سیاه (فرانسه، ۱۸۳۰)
- Guy de Maupassant: Bel-Ami (فرانسه، ۱۸۸۵)
- هنریک ایبسن: هدا گابلر (نروژ، ۱۸۹۰)
- کلاوس مان: مفیستو (آلمان، ۱۹۵۶)

موضوع مورد توجه بسیاری از فیلم‌های بلند نیز قرار دارد. مثال‌ها:
- صورت بچه (ایالات متحده، ۱۹۳۳)
- شهروند کین (ایالات متحده، ۱۹۴۱)
- مردی که می‌خواست حکومت کند (ایالات متحده، ۱۹۴۹)
- بللیسیما (ایتالیا، ۱۹۵۱)
- همه چیز دربارهٔ حوا (ایالات متحده، ۱۹۵۱)
- بکت (بریتانیا، ۱۹۶۳)
- قو سیاه (ایالات متحده آمریکا، ۲۰۱۰)
- Whiplash (ایالات متحده، ۲۰۱۴)

## ادبیات
- Josef Reichholf: Warum wir siegen wollen. Der sportliche Ehrgeiz als Triebkraft in der Evolution des Menschen. Fischer Taschenbuch, Frankfurt 2009, ISBN 3-596-18366-9.